# 176 v. Chr.
Portal Geschichte | Portal Biografien | Aktuelle Ereignisse | Jahreskalender | Tagesartikel

◄ |
3. Jahrhundert v. Chr. |
2. Jahrhundert v. Chr. |
1. Jahrhundert v. Chr. |
►

◄ | 190er v. Chr. | 180er v. Chr. | 170er v. Chr. | 160er v. Chr. |
150er v. Chr. |
►

◄◄ | ◄ | 179 v. Chr. | 178 v. Chr. | 177 v. Chr. | 176 v. Chr. |
175 v. Chr. |
174 v. Chr. |
173 v. Chr. |
► |
►►
Staatsoberhäupter

## Ereignisse
- Beide römischen Konsuln Quintus Petillius Spurinus und Gnaeus Cornelius Scipio Hispallus sterben im Jahr ihres Konsulats und werden durch Suffektkonsuln ersetzt.
- Phraates I. wird nach dem Tod seines Vaters Phriapatios Herrscher des Partherreichs und beginnt sogleich mit Angriffen auf das Seleukidenreich.

## Gestorben
- Gnaeus Cornelius Scipio Hispallus, römischer Konsul
- Kleopatra I., ägyptische Königin (* um 204 v. Chr.)
- Quintus Petillius Spurinus, römischer Konsul